# Maiô

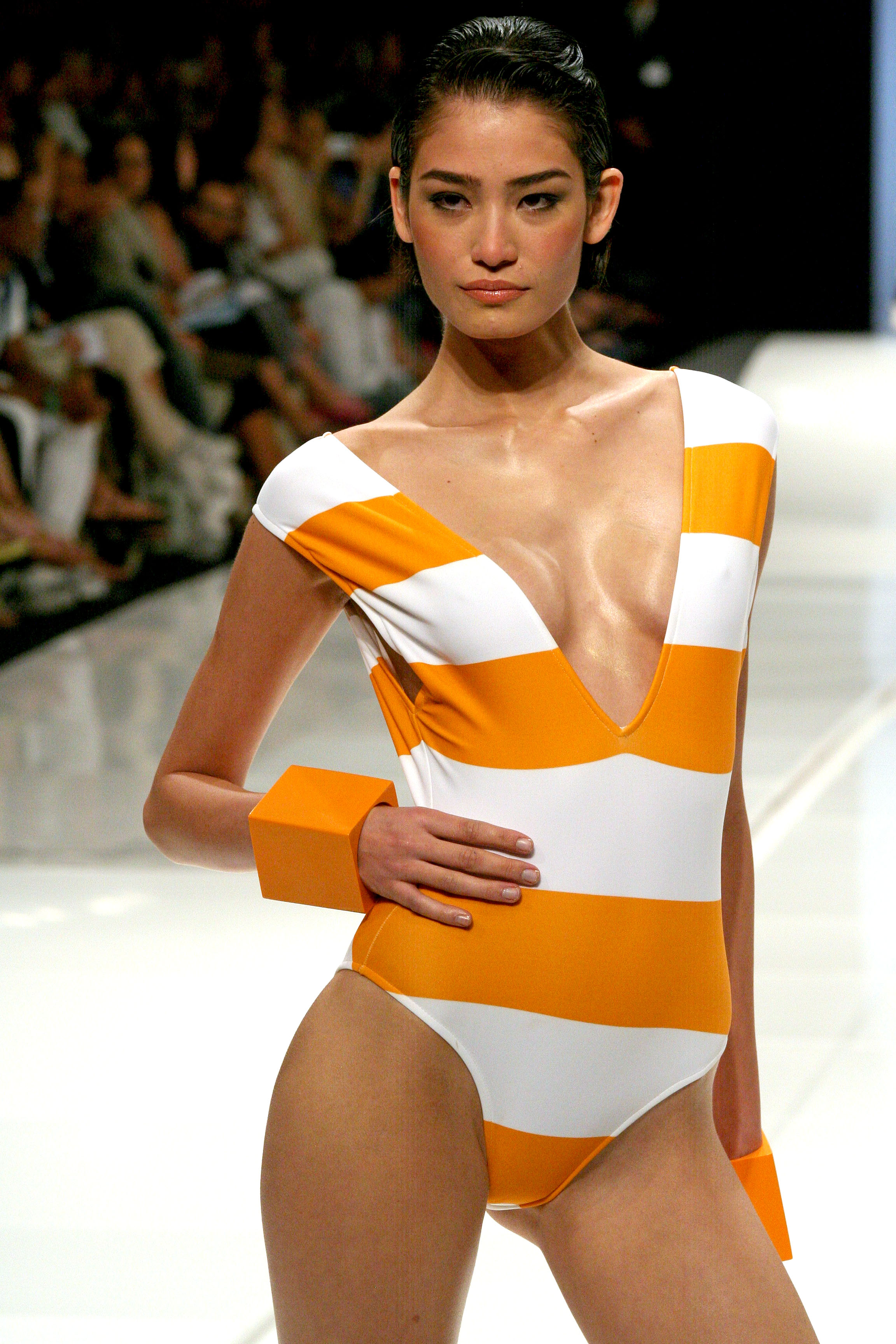
A modelo brasileira Juliana Imai vestindo um maiô no Fashion Rio Verão 2007

O maiô (português brasileiro) ou fato de banho (português europeu) é uma peça única de roupa de banho usada por mulheres. Antecedeu o biquíni na história das roupas. Seus modelos geralmente cobrem as regiões da genitália, o abdômen e o peito.
Possui vários modelos: mais ou menos reservados, decorados, frente única. Também há o chamado triquíni (maiô falso, em português do Brasil), já que atrás pode ser aberto a ponto de parecer um biquíni.
No início do século XX, as mulheres passaram a utilizar maiôs fechados, que cobriam boa parte das pernas. A partir da década de 1920, o maiô começa a perder seu alongamento nas pernas, ficando mais evidente nas coxas, mas é comum o uso de sapatos mesmo na areia.